# Johann Dietrich Sprecher
Johann Dietrich Sprecher (* 13. Februar 1674 in Tangermünde; † 7. Oktober 1727) war außerordentlicher Professor für orientalische Sprachen an der Universität Helmstedt.
Sein Lebensende ist überschattet von Auseinandersetzungen in Zusammenhang mit der Bevorzugung bei der Vergabe von Kuxen für  Bergbaugruben in der Bergstadt Johanngeorgenstadt. Johann Heinrich Löbel hatte ihm gegen Zahlung von Schmiergeld einen Vorteil verschafft, der nach Sprechers Tod aufflog. Johann Heinrich Löbel wurde 1729 gemeinsam mit seinem Bruder Johann Carl Löbel zu einer Festungsstrafe verurteilt, die diese im Sommer 1730 antreten sollten. Beide flüchteten und wurden nach steckbrieflicher Suche im Dezember 1730 in Leipzig inhaftiert und zum Festungsbau eingeliefert.